# Eva Weig
Eva Maria Weig (* 1973 in München als Eva Maria Höhberger) ist eine deutsche Physikerin. Sie ist Professorin an der Technischen Universität München, wo sie den Lehrstuhl für Nano- und Quantensensorik leitet.

## Leben
Eva Maria Weig wurde 1973 in München geboren. Sie studierte Physik an der dortigen Ludwig-Maximilians-Universität (LMU), wobei sie Stipendien von der bayerischen Begabtenförderung und der Studienstiftung des deutschen Volkes erhielt. Von 1996 bis 1997 verbrachte sie einen Studienaufenthalt am College Lady Margaret Hall der Universität Oxford. 1999 schloss sie das Hauptstudium an der LMU mit dem Diplom ab. Ihre Diplomarbeit Magnetotransport in lateralen Halbleiterübergittern unter Einfluß von Symmetriebruch hatte sie in der Gruppe von Jörg Kotthaus angefertigt, wo sie auch anschließend ihre Doktorarbeit machte. 2004 wurde sie zum Doktor der Naturwissenschaften promoviert mit einer Dissertation zum Thema Elektron-Phonon-Kavitäten: Transportuntersuchungen freitragender Quantenpunkte.
Im Anschluss an die Promotion ging sie als Postdoktorandin in die Vereinigten Staaten, wo sie von 2005 bis 2007 am California NanoSystems Institute (CNSI) und an der University of California, Santa Barbara (UCSB), in den Gruppen von Andrew Cleland und John Martinis forschte.
2008 kehrte sie nach München zurück, wo sie von 2007 bis 2012 als Hochschulassistentin und von 2008 bis 2009 als Vertretungsprofessorin an ihrem alten Institut an der LMU tätig war. 2013 wurde sie Professorin an der Universität Konstanz, wo sie am Fachbereich Physik die Arbeitsgruppe für nanomechanische Systeme leitete. Zum 1. Oktober 2020 wurde sie auf eine Professur an der Fakultät für Elektrotechnik und Informationstechnik der Technischen Universität München berufen, wo sie seither Inhaberin des Lehrstuhls für Nano- und Quantensensorik ist.

## Forschung
Eva Weigs Forschungsthemen sind die experimentelle Untersuchung von Nanostrukturen mit neuartigen Funktionen, wobei Sensorfunktionen – sowohl im Bereich der klassischen Physik als auch im Quantenregime – im Vordergrund stehen. Weig und ihre Gruppe fertigen solche Strukturen auch selbst im Reinraum.
Einen Schwerpunkt der Aktivitäten bilden dabei nanomechanische und optomechanische Systeme mit Eigenschaften eines Hohlraumresonators. Es handelt sich dabei um freistehende Nanostrukturen, die diskrete Schwingungsmoden mit hohem mechanischem Gütefaktor aufweisen. Weig und ihre Mitarbeiter untersuchen diese Systeme mit besonderem Augenmerk auf Dissipation, nichtlineare Dynamik, Kopplung und kohärente Kontrolle. Insbesondere werden solche Systeme auch mit Resonatoren für elektromagnetische Strahlung, etwa für Licht oder Mikrowellen, kombiniert. So kann durch Ausnutzung der Wechselwirkung von mechanischem Druck und Strahlungseigenschaften die Quantennatur der Nanomechanik zugänglich gemacht werden.

## Ehrungen und Auszeichnungen
2011 erhielt Eva Weig den Physik-Preis der Akademie der Wissenschaften zu Göttingen „in Anerkennung ihrer Arbeiten zur Mechanik von Nanosystemen an der Grenze von Quantenmechanik zur klassischen Mechanik“.

## Publikationen (Auszug)

### Monografien
- Eva Maria Weig: Elektron-Phonon-Kavitäten. Transportuntersuchungen an freitragenden Quantenpunkten. Logos, Berlin 2004, ISBN 978-3-8325-0652-0 (zugleich Dissertation, Ludwig-Maximilians-Universität München, 2004).

### Fachartikel
- Max Hofheinz, E. M. Weig, M. Ansmann, Radoslaw C. Bialczak, Erik Lucero, M. Neeley, A. D. O’Connell, H. Wang, John M. Martinis, A. N. Cleland: Generation of Fock states in a superconducting quantum circuit. In: Nature. Band 454, Nr. 7202, 17. Juli 2008, S. 310–314, doi:10.1038/nature07136 (englisch).
- G. Anetsberger, O. Arcizet, Q. P. Unterreithmeier, R. Riviere, A. Schliesser, E. M. Weig, J. P. Kotthaus, T. J. Kippenberg: Near-field cavity optomechanics with nanomechanical oscillators. In: Nature Physics. Band 5, Nr. 12, Dezember 2009, S. 909–914, doi:10.1038/NPHYS1425 (englisch).
- Matthias Steffen, M. Ansmann, Radoslaw C. Bialczak, N. Katz, Erik Lucero, R. McDermott, Matthew Neeley, E. M. Weig, A. N. Cleland, John M. Martinis: Measurement of the entanglement of two superconducting qubits via state tomography. In: Science. Band 313, Nr. 5792, 8. September 2006, S. 1423–1425, doi:10.1126/science.1130886 (englisch).
- Quirin P. Unterreithmeier, Eva M. Weig, Jörg P. Kotthaus: Universal transduction scheme for nanomechanical systems based on dielectric forces. In: Nature. Band 458, Nr. 7241, 23. April 2009, S. 1001–1004, doi:10.1038/nature07932 (englisch).
- Aaron D. O’Connell, M. Ansmann, R. C. Bialczak, M. Hofheinz, N. Katz, Erik Lucero, C. McKenney, M. Neeley, H. Wang, E. M. Weig, A. N. Cleland, J. M. Martinis: Microwave dielectric loss at single photon energies and millikelvin temperatures. In: Applied Physics Letters. Band 92, Nr. 11, 17. März 2008, 112903, doi:10.1063/1.2898887 (englisch).